# Festuca deserticola
Festuca deserticola är en gräsart som beskrevs av Rodolfo Amando Philippi. Festuca deserticola ingår i släktet svinglar, och familjen gräs. Inga underarter finns listade i Catalogue of Life.